# Brahim Konaté
Brahim Konaté (Montfermeil, 20 de março de 1996) é um futebolista francês que atua como meia. 